# Johann Heinrich Küster
Johann Heinrich Küster, född 1780, död 1842 i Turin, var en tysk musiker, kapellmästare och tonsättare. Mycket lite är känt om Küsters liv, men redan 1807 i Rom blev han anställd som hovkapellmästare i det svenska hovkapellet med varaktighet från 1 juli 1810 till 1 oktober 1812. Därefter flyttade han till Turin där han tog en kapellmästartjänst. Bland hans kompositioner märks den lyriska dramen Henrik IV, musik till kronprinsen Karl Augusts begravning samt en kantat till firande av Karl XIV Johans ankomst till Sverige.